# Intermedio (música)

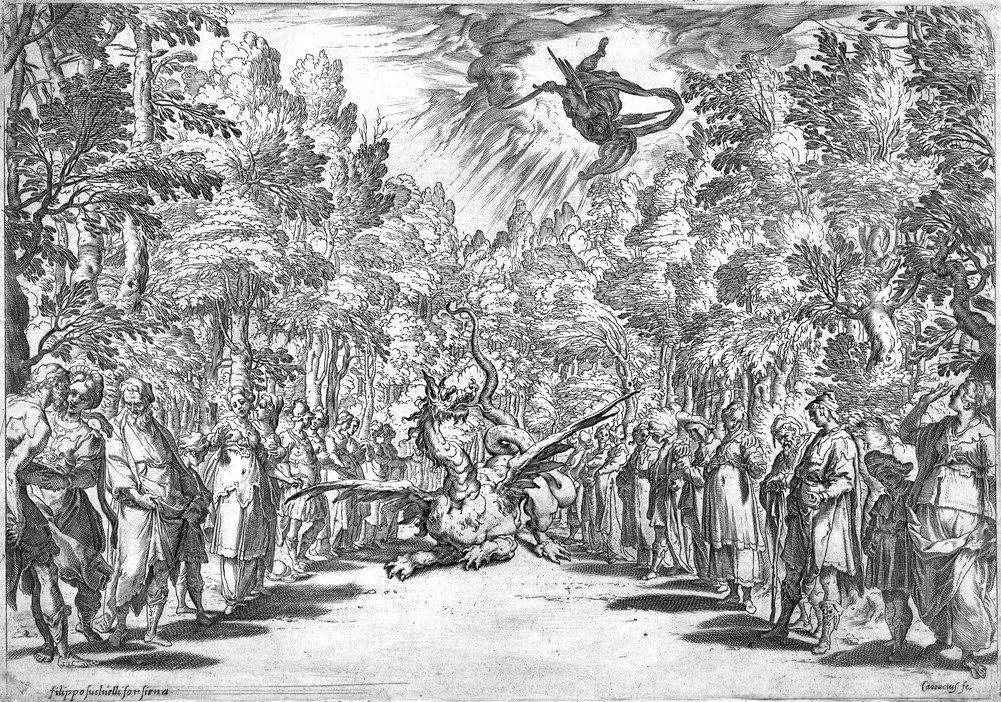
Escenario diseñado por Bernardo Buontalenti para el tercer intermedio de la boda Medici de 1589: Apolo derrota al monstruo que aterroriza a Delos.

El intermedio (en italiano plural, intermedii) era una forma renacentista de entretenimiento teatral basado en la música, la danza, el canto o la declamación que se realizaba entre los actos de las tragedias, comedias, etc. En su momento, por su estilo amable y placentero, gozó de gran popularidad, sobre todo como contraste propio del drama que estaba siendo representado.
De origen italiano, consistía en principio, en un simple injerto de música instrumental o vocal, y más tarde se convirtió en género representantativo independiente, desarrollando tramas distintas a las del texto principal, en que era intercalado.
El intermedio fue uno de los precursores de la ópera e influyó en otras formas, como las mascaradas de las cortes europeas. Las bodas de las familias gobernantes y otras ocasiones similares fueron la ocasión habitual para lucir los intermedios más lujosos, en ciudades como Florencia o Ferrara. Alguna de la mejor documentación de los mismos proviene de las bodas celebradas en la familia Médici, en particular de la boda Médici celebrada en 1589, que ofrecería el conjunto más espectacular y conocido de intermedios, gracias, al menos, a 18 libros publicados contemporáneamente a la fiesta junto a magníficos grabados que fueron financiados por el Gran Duque.
Los intermedios fueron escritos e interpretados desde finales del siglo XV al siglo XVII, aunque el momento de mayor esplendor lo tuvo a lo largo del siglo XVI. A partir de 1600, se fusionó con la ópera, principalmente, aunque los intermedios se siguieron utilizando en obras no musicales en ciertos entornos (por ejemplo en las Academias), y también siguieron representándose entre los actos de las óperas.

## Discografía
- La Pellegrina - Music for the Wedding of Ferdinando De Medici and Christine de Lorraine, Princess of France, Florence 1589, dirigida por Paul Van Nevel, solistas: Katelijne Van Laethem, Pascal Bertin, et al. (Sony/Columbia - 63362, 1998).  2 CD.
- La Pellegrina - Intermedii 1589, Capriccio Stravagante Renaissance Orchestra and Collegium Vocale Gent dirigida por Skip Sempe, solistas: Dorothée Leclair, Soprano / Monika Mauch, Soprano / Pascal Bertin, Alto / Stephan van Dyck, Tenor / Jean-François Novelli, Tenor / Antoni Fajardo, Bajo. (2 CD Paradizo PA0004 - 2007.

- Datos: Q2734120